# Villalbeto de la Peña
Villalbeto de la Peña es una localidad y también una pedanía del municipio de Santibáñez de la Peña, en la provincia de Palencia, comunidad autónoma de Castilla y León, España. 

## Geografía física
Por el norte linda con Tarilonte, por el oeste con Pino de Viduerna, del mismo ayuntamiento, por el sur con Barajores, del ayuntamiento de Respenda y por el este con Recueva de la Peña que es del ayuntamiento de Castrejón de la Peña. A medio camino entre Guardo y Cervera de Pisuerga.
- Mapa de Villalbeto de la Peña

- Atravesado por el Río Abanades, el cual fue cambiado a mediados del siglo XX por "Arroyo de Villafría". Es curioso resaltar que el Río Valdavia, también en la provincia de Palencia, muda su nombre por el de Río Abanades en su parte final cerca de la desembocadura.

## Economía local
Agricultura, ganadería.

## Demografía
Evolución de la población en el siglo XXI
| Gráfica de evolución demográfica de Villalbeto de la Peña entre 2000 y 2020 |
|                                                                             |
| Población de derecho (2000-2020) según el padrón municipal del INE          |

## Historia
A la caída del Antiguo Régimen la localidad se constituye en municipio constitucional, conocido entonces como Villalveto y que en el censo de 1842 contaba con 94 hogares y 18 vecinos, para posteriormente integrarse en Respenda de la Peña.

## Monumentos

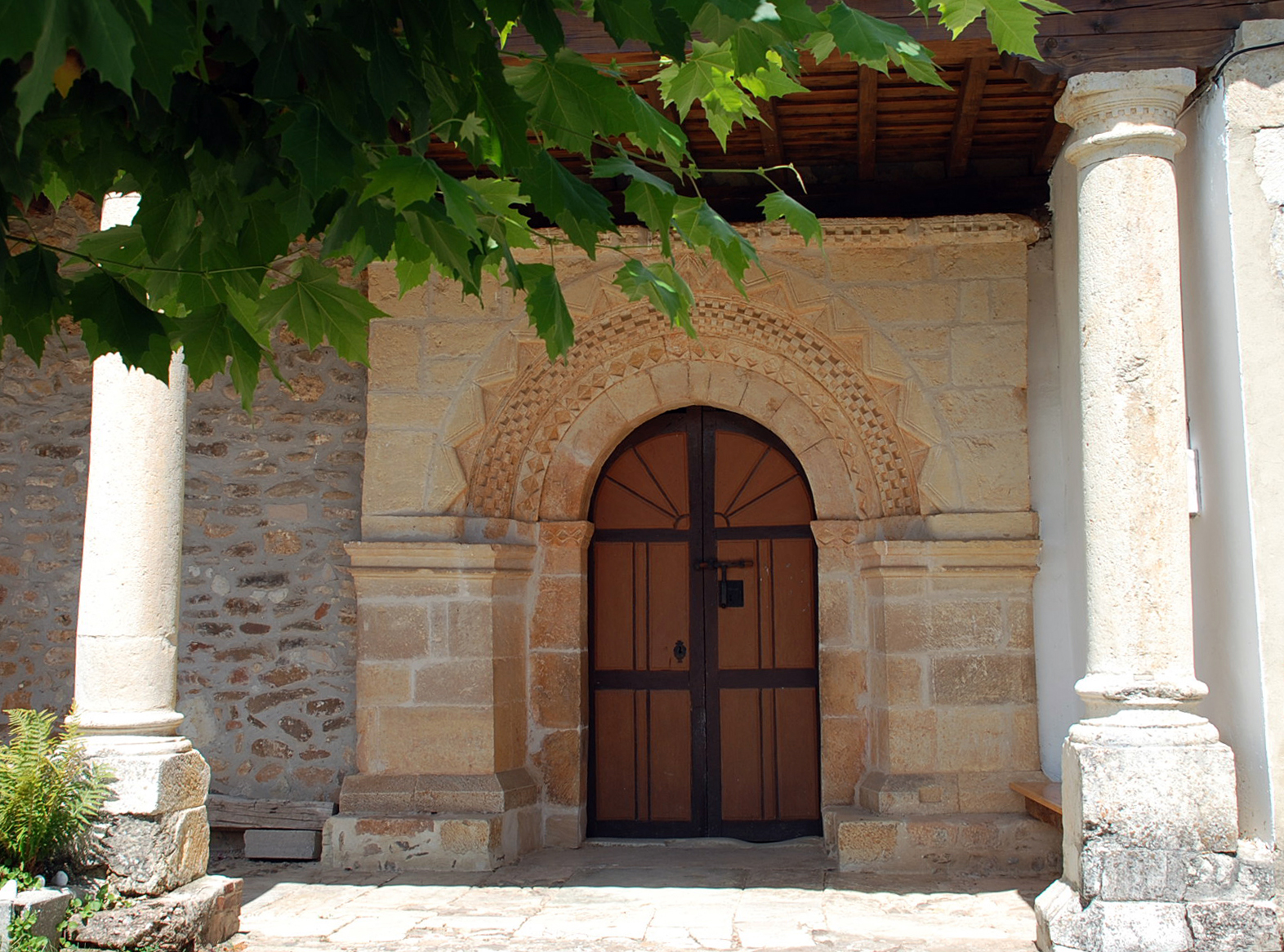
Portáda románica del en la Iglesia de San Adrián Mártir de Villalbeto.

- Iglesia de San Adrián Mártir: Iglesia románica fechada en el siglo XII y restaurada en 1996. Tiene un rosetón flamígero, tapiado, en el ábside. Portada románica con cuatro arquivoltas con capiteles de figuras humanas, animales y motivos vegetales. Una sola nave. En el interior destacan dos tallas de la Virgen con el Niño, del siglo XVI.

## Hijos ilustres
- Gabino Peral Torre: (Villalbeto de la Peña,15 de septiembre de 1923 - † Bogotá, 24 de enero de 2002). Sacerdote agustino natural de esta villa. Desde 1966 obispo de la diócesis de Iquitos (Perú) donde coincidió con el filólogo e indigenista, también palentino de Villabasta, el Padre Lucas Espinosa. Tras muchos años de trabajo y por problemas de salud, en 1991 presentó, ante el Papa Juan Pablo II, la renuncia al gobierno pastoral de este vicariato apostólico. Tras una larga enfermedad, murió en Bogotá, Colombia a los 78 años, el 24 de enero de 2002.